# 18160 Nihon Uchu Forum
18160 Nihon Uchu Forum (2000 PY12) là một tiểu hành tinh vành đai chính.